# Oriol Servià
Oriol Servià, född 13 juli 1974 i Pals i Katalonien, är en spansk racerförare.

## Racingkarriär
Servià flyttade till USA som tjugotreåring 1998, för att tävla i Indy Lights, en serie han kom att vinna 1999, torts att han inte tog en enda dleseger under säsongen. Sedan fick han chansen att tävla i CART med mindre team under ett antal år, och även om han inte vann några race kunde han ta några skalper efter att de flesta toppteam lämnat för IndyCar. Servià kom tvåa i Champ Car 2005, då han fick hoppa in i Newman/Haas Racing, efter att Bruno Junqueira skadat sig i samma års Indianapolis 500. Servià tog sin enda seger i serien samma år på Circuit Gilles Villeneuve. Efter ett par års inhoppande i diverse team körde han hela säsongen 2008 i IndyCar, och blev en av säsongens största överraskningar med ett flertal topp sex-placeringar och en slutgiltig niondeplats i mästerskapet, trots KV Racing Technologys ringa erfarenhet av ovaltävlingar. Servià tvingades dock lämna teamet, sedan de hade problem med finanserna. 
Han gjorde en överraskande uppkörning i 2009 års Indianapolis 500, när han körde ett inhopp för Rahal Letterman Racing, och tog sig upp bland de tio bästa från att bara blivit klar för teamet dagar efter de andra förarna kört sin dag för pole position. Serviàs chanser till ett skrällresultat upphörde med ett tekniskt problem halvvägs. Efter halva säsongen valde Robert Doornbos att avbryta sitt kontrakt med Newman/Haas och Servià fick hoppa in i sitt gamla team, och presterade genast bättre än vad Doornbos hade gjort, med en fjärdeplats på Twin Ring Motegi som höjdpunkt.

## Champ Car

### Segrar
| Nr | Bana     | År   |
| -- | -------- | ---- |
| 1  | Montréal | 2005 |

### Andraplatser
| Nr | Bana       | År   |
| -- | ---------- | ---- |
| 1  | Milwaukee  | 2003 |
| 2  | Montréal   | 2003 |
| 3  | Toronto    | 2005 |
| 4  | Edmonton   | 2005 |
| 5  | Las Vegas  | 2005 |
| 6  | Long Beach | 2007 |

### Tredjeplatser
| Nr | Bana        | År   |
| -- | ----------- | ---- |
| 1  | Detroit     | 2000 |
| 2  | Denver      | 2003 |
| 3  | Laguna Seca | 2004 |
| 4  | Milwaukee   | 2005 |
| 5  | Cleveland   | 2005 |
| 6  | San Jose    | 2005 |
| 7  | Cleveland   | 2006 |
| 8  | San Jose    | 2007 |
| 9  | Mexico City | 2007 |

### Pole positioner
| Nr | Bana             | År   |
| -- | ---------------- | ---- |
| 1  | Surfers Paradise | 2005 |